# USS LST-938
O USS LST-938 foi um navio de guerra norte-americano da classe LST que operou durante a Segunda Guerra Mundial.